# CrunchBang Linux
CrunchBang Linux — дистрибутив Linux, изначально созданный Филипом Ньюбаро (Philip Newborough) на основе Ubuntu, и использующий менеджер окон Openbox вместо рабочей среды GNOME. С выходом летом 2010 года 10 версии дистрибутив перешёл на пакетную базу Debian. Распространяется в виде Live CD.
Дистрибутив подходит, в том числе, для устаревшего или малопроизводительного оборудования с ограниченными ресурсами (например ASUS Eee PC). 6 февраля 2015 года Филип Ньюбороу сообщил о прекращении разработки CrunchBang, ввиду появления достаточного количества легковесных дистрибутивов. Развитие CrunchBang силами сообщества официально продолжено под новым именем - BunsenLabs Linux.

## Особенности
Миссия CrunchBang Linux — предложить оптимальное соотношение скорости и функциональности. CrunchBang Linux специально подготовлен для комфортной работы на слабом оборудовании, на современном же показывает большую, чем Ubuntu, отзывчивость и скорость реакции интерфейса, используя при этом меньше оперативной памяти и меньше нагружая центральный процессор. C переходом на пакетную базу Debian дистрибутив содержит минимум приложений, необходимых для работы пользователя, поэтому дистрибутив также может подойти любителям консольных программ и творческой настройки системы.
CrunchBang Linux включает в себя несвободные и защищенные патентным правом приложения, библиотеки для поддержки мультимедийных форматов MP3 и Adobe Flash.
С переходом на пакетную базу Debian в дистрибутиве CrunchBang 10 «Statler» по умолчанию предустановлены следующие приложения.
Система:
- Оконный менеджер Openbox

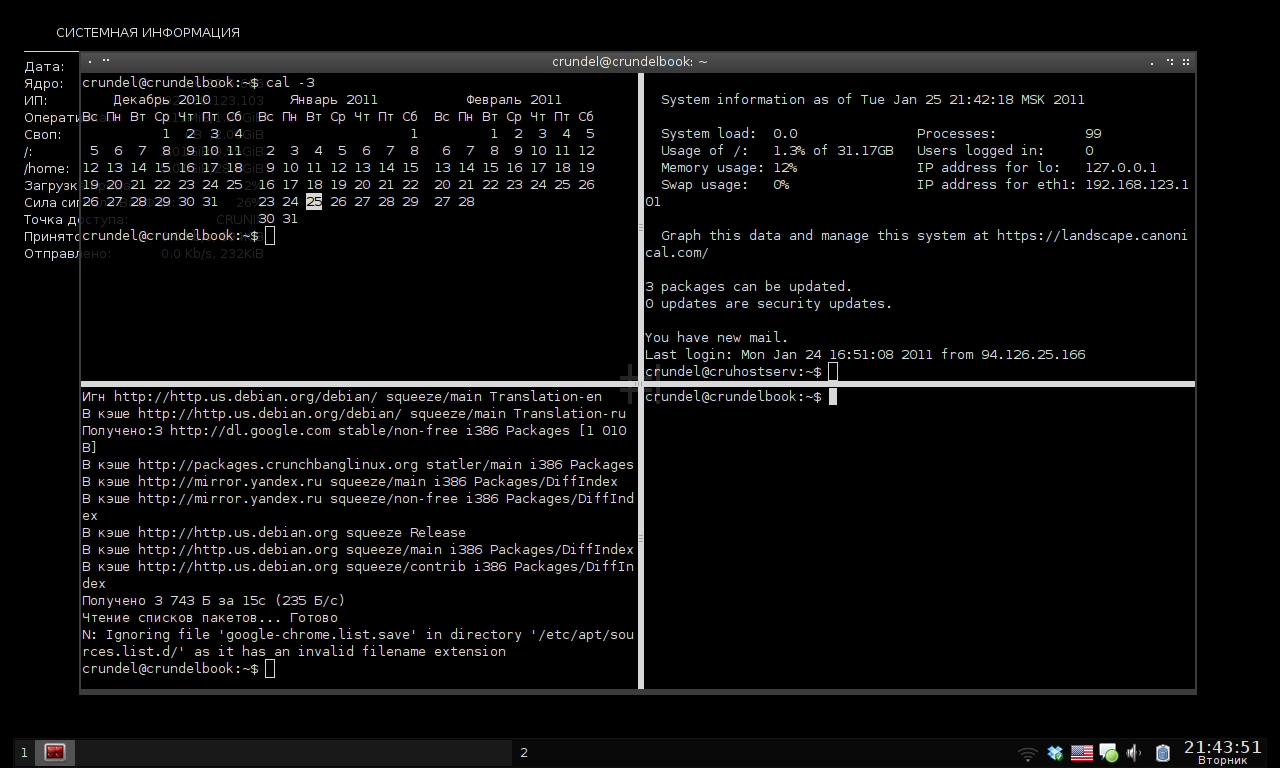
Многооконный режим работы эмулятора терминала terminator в CrunchBang Linux

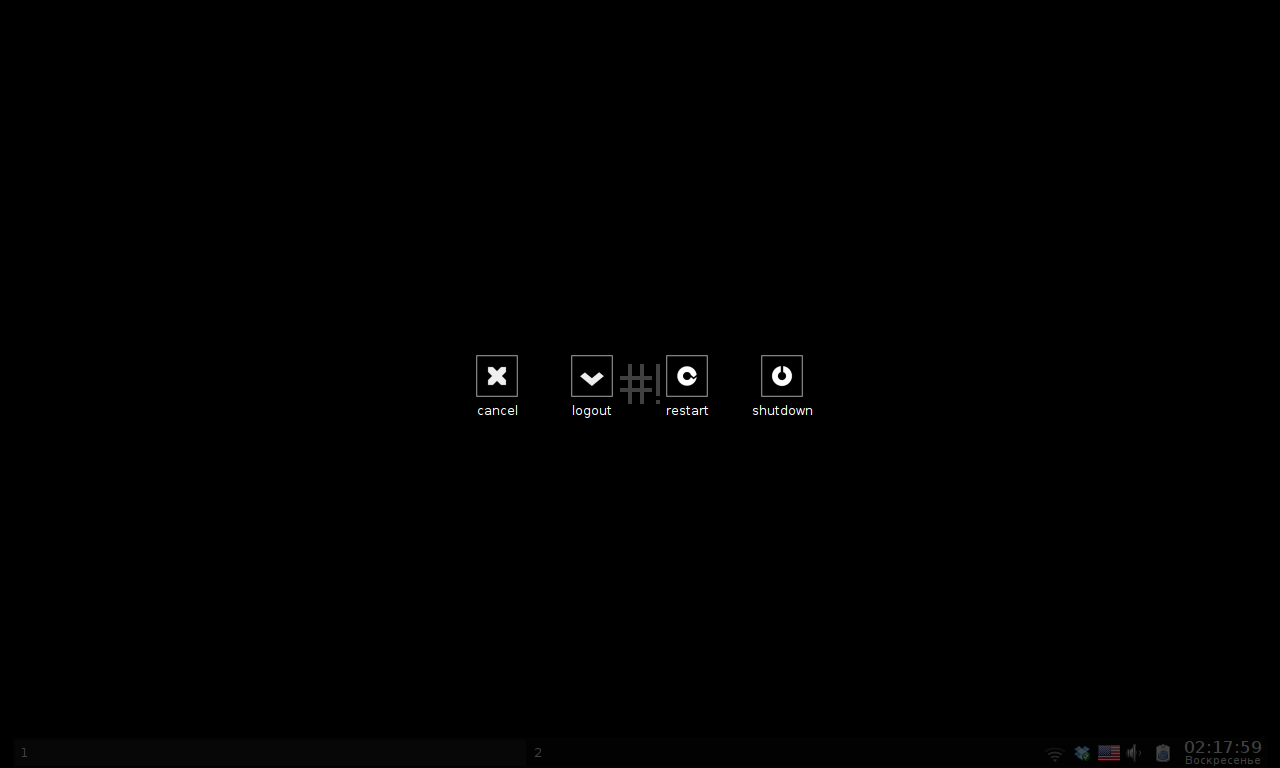
Экран выхода из системы (с использованием утилиты oblogout)

- Легкий файл-менеджер среды рабочего стола Thunar
- Эмулятор терминала Terminator
- Текстовый редактор Geany
- Менеджер архивов File Roller
- Программа управления сетевыми соединениями NetworkManager
- Редактор дисковых разделов GParted
- Программа мониторинга системы Conky
- Индикатор и переключатель раскладки клавиатуры fbxkb
- Панель задач tint2

Графика:
- Растровый графический редактор GIMP
- Программа для просмотра изображений Viewnior

Мультимедиа:
- VLC — вместо «тяжелого» GNOME Videos

Сеть:
- Вместо браузера Google Chrome используется Iceweasel/Firefox
- FTP клиент gFTP
- BitTorrent-клиент Transmission
- Кроссплатформенный IRC‐клиент XChat
- Identi.ca клиент Heybuddy

Офисные программы:
- Текстовый процессор AbiWord
- Табличный процессор Gnumeric
- Просмотрщик документов Evince
- Офисный пакет LibreOffice не предустановлен, но доступен для загрузки и установки из меню или же во время постинсталляционной настройки
- Пакет управления принтерами CUPS не предустановлен, но доступен для загрузки и установки во время постинсталляционной настройки

Облачное хранение файлов:
- Программа для работы с Dropbox не предустановлена, но доступна для загрузки и установки из меню

## Сборки
CrunchBang Linux имеет две базовые ветки, различающихся средой рабочего стола — Openbox или Xfce. В каждой ветке предлагается для скачивания две версии с оптимизацией для разных семейств процессоров: для x86 и x86-64.